# 史坦利·昂溫
史坦利·昂溫爵士 KCMG（1884年12月19日—1968年10月13日）是一位英國出版商，以出版J·R·R·托爾金的作品《哈比人歷險記》和《魔戒》而知名。

## 生平

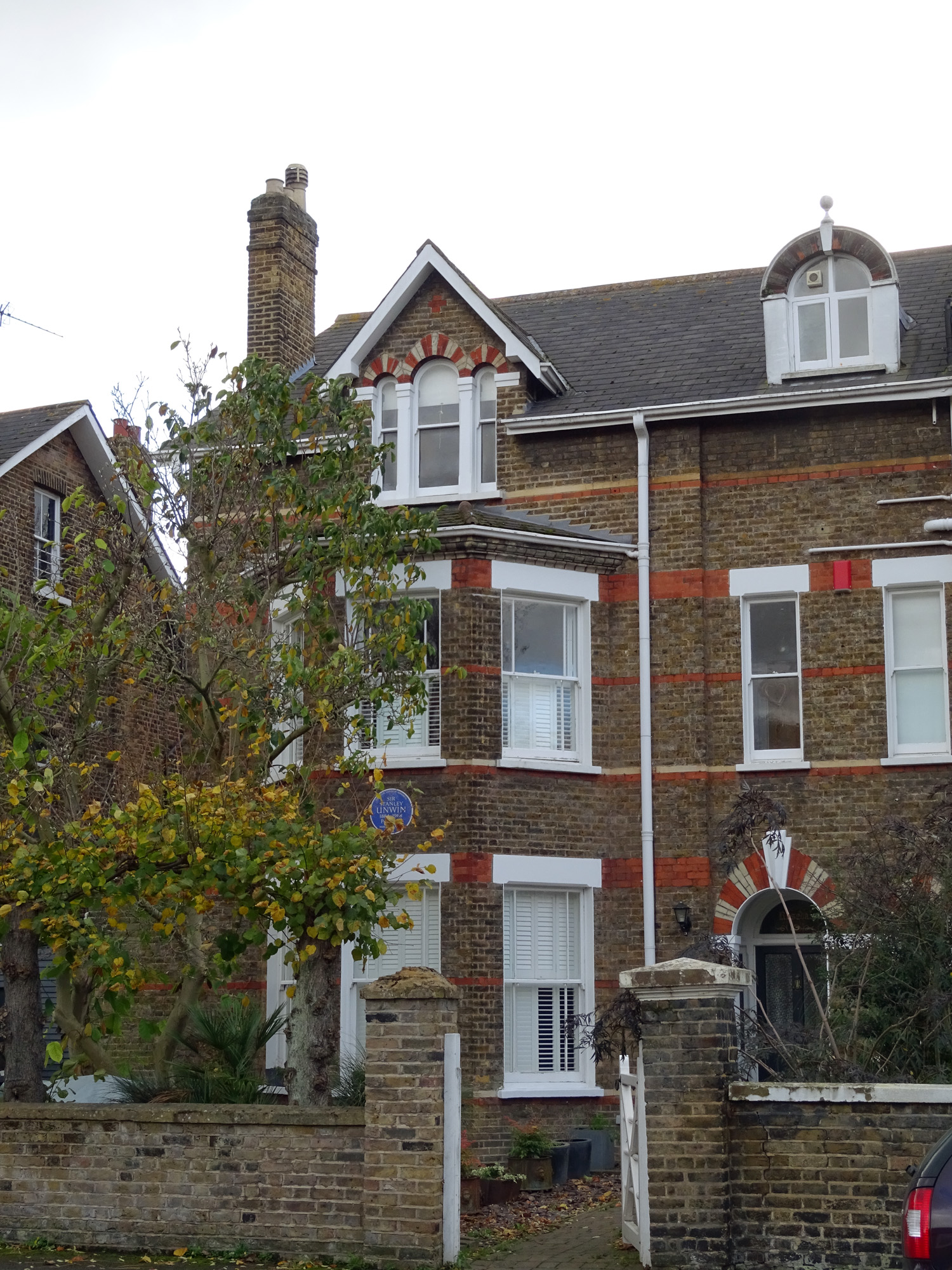
史坦利·昂溫在倫敦劉易舍姆的出生地

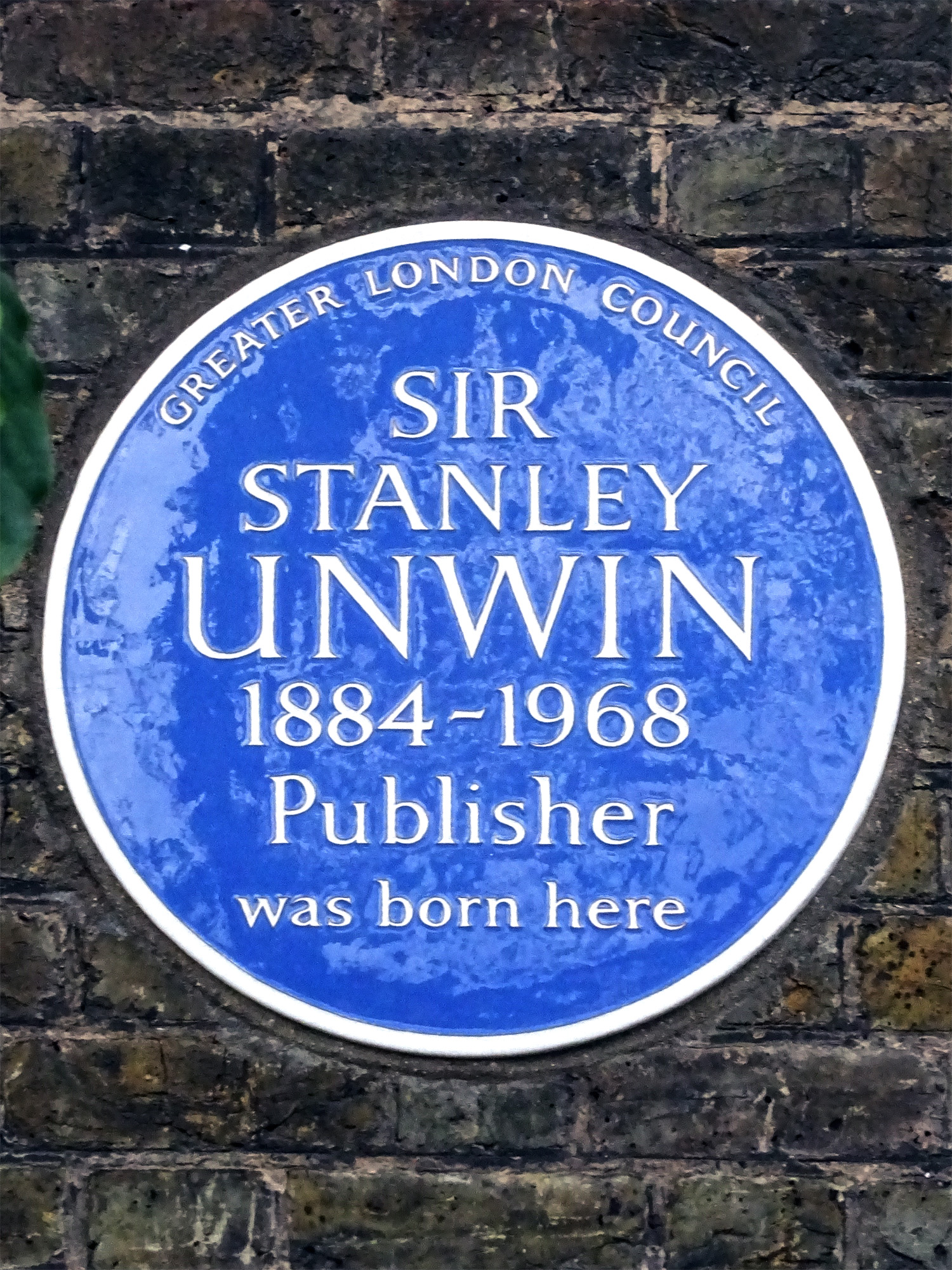
1984年起在昂溫出生地設立的藍匾

史坦利·昂溫在1884年12月19日出生於英國倫敦劉易舍姆，是愛德華·昂溫九個孩子中年齡最小的一個。
1914年，他接管了陷入財務困境的喬治·艾倫出版社，並將其更名為「喬治·艾倫與昂溫」。
在20世紀30年代，昂溫清楚納粹的威脅日益增加，他敦促其朋友、Phaidon Verlag出版社的老闆Horovitz博士離開奧地利，且為了挽救Phaidon Verlag出版社，還將其收購。昂溫的這一系列作法激怒了納粹德國，因此他被列入蓋世太保的黑名單。
1936年，作家J·R·R·托爾金將《哈比人歷險記》的稿件交給喬治·艾倫與昂溫出版公司，史坦利·昂溫時年10歲的兒子雷納·昂溫在閱讀後評論了這本書：「好，應當對5歲至9歲之間的所有孩子有吸引力」，這促使了昂溫在1937年9月出版《哈比人歷險記》。
《哈比人歷險記》出版之後廣受歡迎，史坦利·昂溫建議托爾金再繼續撰寫一部續集。數年後，托爾金終完成了《魔戒》，不過由於種種原因，喬治·艾倫與昂溫出版公司拖延了好幾年，才在1954年7月29日出版《魔戒》首部《魔戒現身》。
昂溫於1968年10月13日在倫敦大學醫院去世。

## 榮譽
- 1945年，阿伯丁大學榮譽法學博士[1]。
- 1950年，當選美國文理科學院院士[6]。